# Nesampelos alainii
Nesampelos alainii là một loài thực vật có hoa trong họ Cúc. Loài này được (J.Jiménez Alm.) B.Nord. mô tả khoa học đầu tiên.